# قائمة البحيرات حسب الحجم
تحتوي هذه المقالة على البحيرات التي تفوق كمية الماء فيها 100 كيلومتر مكعب، مرتبة حسب الحجم. حجم البحيرة هو شيء يصعب قياسه. بشكل عام، يجب الاستدلال عليه من خلال قياس الأعماق بواسطة التكامل. يمكن أن تتغير أحجام البحيرة أيضًا بشكل كبير بمرور الوقت وأثناء العام، خاصة بالنسبة للبحيرات المالحة في المناخات القاحلة. لهذه الأسباب، وبسبب البحث المتغير، يمكن أن تختلف المعلومات الخاصة بأحجام البحيرة بشكل كبير من مصدر إلى آخر.
البيانات الأساسية لهذه المقالة مأخوذة من موسوعة الماء (1990). عند استخدام بيانات الحجم من الاستطلاعات الأحدث أو مصادر موثوقة أخرى، يتم الإشارة إليها على وجه التحديد في كل إدخال.

## القائمة
تختلف أكبر البحيرات من حيث الحجم قليلاً حسب الموسم. هذه القائمة لا تشمل الخزانات المائية ؛ إذا حدث ذلك، فستأتي بحيرة كاريبا في الرقم 24.
| مفتاح اللون حسب القارة | مفتاح اللون حسب القارة | مفتاح اللون حسب القارة | مفتاح اللون حسب القارة | مفتاح اللون حسب القارة | مفتاح اللون حسب القارة | مفتاح اللون حسب القارة |
| ---------------------- | ---------------------- | ---------------------- | ---------------------- | ---------------------- | ---------------------- | ---------------------- |
| أفريقيا                | آسيا                   | أوروبا                 | أمريكا الشمالية        | أوقيانوسيا             | أمريكا الجنوبية        | انتاركتيكا             |

البحيرات المحيطية؛
هناك جسمان مائيان من الشائع اعتبارهما بحيرتين لكنهما هيدرولوجيا (ماراكايبو) أو جيولوجيا (بحر قزوين)  لهما خصائص محيطية  
|     | الاسم           | البلد                                         | المنطقة | حجم المياه                |
| --- | --------------- | --------------------------------------------- | ------- | ------------------------- |
| 1.  | بحر قزوين       | أذربيجان وروسيا وكازاخستان وتركمانستان وإيران |         | 78,200 كـم3 (18,800 ميل3) |
| 20. | بحيرة ماراكايبو | فنزويلا                                       |         | 280 كـم3 (67 ميل3)        |

البحيرات القارية؛
فيما يلي البحيرات الجيولوجية والجغرافية
|     | الاسم                 | البلد                                                 | المنطقة                   | حجم المياه                      |
| --- | --------------------- | ----------------------------------------------------- | ------------------------- | ------------------------------- |
| 2.  | بحيرة بايكال          | روسيا                                                 | سيبيريا                   | 23,600 كـم3 (5,700 ميل3)        |
| 3.  | بحيرة تنجانيقا        | تنزانيا، جمهورية الكونغو الديمقراطية، بوروندي، زامبيا |                           | 18,900 كـم3 (4,500 ميل3)        |
| 4.  | بحيرة سوبيريور        | الولايات المتحدة الأمريكية، كندا                      |                           | 11,600 كـم3 (2,800 ميل3)        |
| 5.  | بحيرة ميشيغان - هورون | الولايات المتحدة الأمريكية، كندا                      |                           | 8,260 كـم3 (1,980 ميل3)         |
| 6.  | بحيرة ملاوي           | ملاوي، موزمبيق، تنزانيا                               |                           | 7,725 كـم3 (1,853 ميل3)         |
| 7.  | بحيرة فوستوك          | انتاركتيكا                                            |                           | 5400 ± 1600 كم 3 (~ 1300 ميل 3) |
| 8.  | بحيرة فيكتوريا        | تنزانيا، أوغندا، كينيا                                |                           | 2,700 كـم3 (650 ميل3)           |
| 9.  | بحيرة الدب العظيم     | كندا                                                  | الاقاليم الشمالية الغربية | 2,236 كـم3 (536 ميل3)           |
| 10. | بحيرة إيسيك كول       | قيرغيزستان                                            |                           | 1,730 كـم3 (420 ميل3)           |
| 11. | بحيرة أونتاريو        | الولايات المتحدة الأمريكية، كندا                      |                           | 1,710 كـم3 (410 ميل3)           |
| 12. | بحيرة جريت سليف       | كندا                                                  | الاقاليم الشمالية الغربية | 1,580 كـم3 (380 ميل3)           |
| 13. | بحيرة لادوغا          | روسيا                                                 |                           | 908 كـم3 (218 ميل3)             |
| 14. | بحيرة تيتيكاكا        | بوليفيا، بيرو                                         |                           | 710 كـم3 (170 ميل3)             |
| 15. | بحيرة وان             | تركيا                                                 | جنوب شرق الأناضول         | 607 كـم3 (146 ميل3)             |
| 16. | بحيرة كيفو            | رواندا، جمهورية الكونغو الديمقراطية                   |                           | 569 كـم3 (137 ميل3)             |
| 17. | بحيرة إري             | الولايات المتحدة الأمريكية، كندا                      |                           | 545 كـم3 (131 ميل3)             |
| 18. | بحيرة خوفسغول         | منغوليا                                               |                           | 480 كـم3 (120 ميل3)             |
| 19. | بحيرة أونيغا          | روسيا                                                 |                           | 295 كـم3 (71 ميل3)              |
| 21. | بحيرة توبا            | إندونيسيا                                             | سومطرة                    | 240 كـم3 (58 ميل3)              |
| 22. | بحيرة أرخنتينو        | الأرجنتين                                             |                           | 219.9 كـم3 (52.8 ميل3)          |
| 23. | بحيرة توركانا         | كينيا                                                 |                           | 204 كـم3 (49 ميل3)              |
| 24. | بحيرة فنرن            | السويد                                                |                           | 180 كـم3 (43 ميل3)              |
| 25. | بحيرة نيبيغون         | كندا                                                  | أونتاريو                  | 165 كـم3 (40 ميل3)              |
| 26. | بحيرة تاهو            | الولايات المتحدة الأمريكية                            | كاليفورنيا، نيفادا        | 151 كـم3 (36 ميل3)              |
| 27. | البحر الميت           | الأردن، إسرائيل، فلسطين                               |                           | 147 كـم3 (35 ميل3)              |
| 28. | بحيرة ألبرت           | أوغندا، جمهورية الكونغو الديمقراطية                   |                           | 132 كـم3 (32 ميل3)              |
| 29. | بحيرة وينيبيغ         | كندا                                                  |                           | 127 كـم3 (30 ميل3)              |
| 30. | بحيرة نيتيلينق        | كندا                                                  | نونافوت (جزيرة بافين)     | 114 كـم3 (27 ميل3)              |
| 31. | بحيرة بالكاش          | كازاخستان                                             |                           | 112 كـم3 (27 ميل3)              |
| 32. | بحيرة أثاباسكا        | كندا                                                  | ألبرتا - ساسكاتشوان       | 110 كـم3 (26 ميل3)              |
| 33. | بحيرة نيكاراغوا       | نيكاراغوا                                             |                           | 108 كـم3 (26 ميل3)              |

في عام 1960 ، كان بحر آرال ثاني أكبر بحيرة معروفة في العالم من حيث الحجم، حيث بلغ 1100 كـم 3 (260 ميل 3). ومع ذلك، بحلول عام 2007 تقلص حجمه الأصلي إلى 10٪، مقسمًا إلى ثلاث بحيرات، ولم يكن أي منها كبيرًا بما يكفي للظهور في هذه القائمة.

## حسب القارة
- أفريقيا: بحيرة تنجانيقا
- أنتاركتيكا: بحيرة فوستك
- آسيا: بحيرة بايكال (بحر قزوين)
- أوقيانوسيا: ؟
- أوروبا: بحيرة لادوغا
- أمريكا الشمالية: بحيرة سوبيرير
- أمريكا الجنوبية: بحيرة تيتيكاكا